# Scotorythra paludicola
Scotorythra paludicola är en fjärilsart som beskrevs av Butler 1879. Scotorythra paludicola ingår i släktet Scotorythra och familjen mätare. Inga underarter finns listade.